# 莫法特隧道

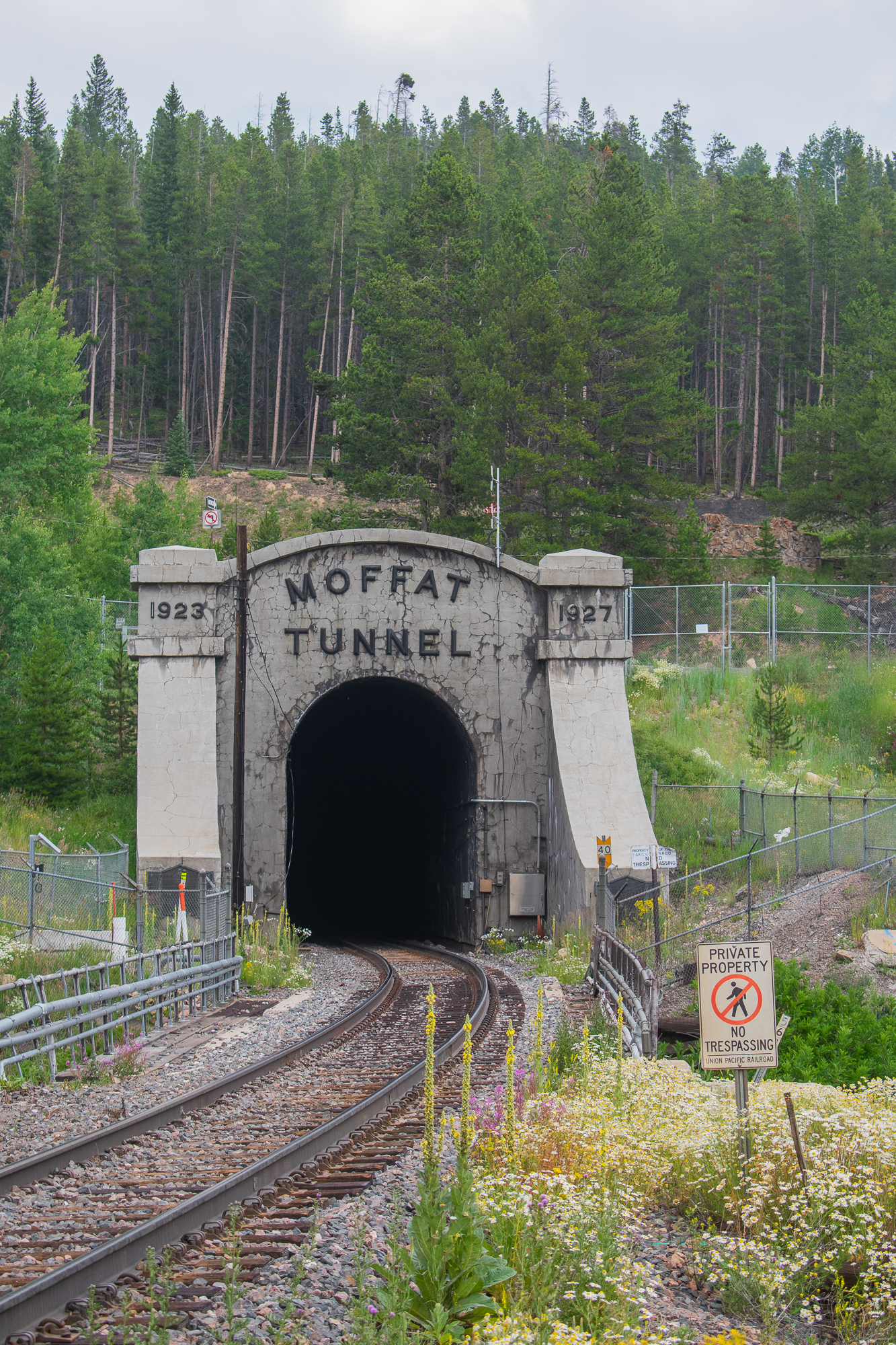
莫法特隧道

莫法特隧道是一条铁路隧道，它橫穿科羅拉多州中北部的美洲大陆分水岭。隧道的名字來自科罗拉多州铁路工作者戴维·莫法特，隧道于1928年2月通車。1979年，该隧道被美国土木工程师协会指定为国际土木工程历史古迹。